# Руш, Жан
 Жан Руш (фр. Jean Rouch, 31 мая 1917, Париж — 18 февраля 2004, Нигер) — французский кинорежиссёр, этнограф (антрополог), инженер.

## Значение в этнографии (антропологии)
В сфере этнографии (антропологии) известен, прежде всего, как крупный специалист, обосновавший и последовательно внедривший в научный оборот методы визуальной антропологии — фиксации этнографического материала кинематографическими средствами. Однако фотография, киносъёмка ранее также применялись исследователями, впрочем, менее систематически.

## Значение в кинематографе
В сфере киноискусства Жан Руш стоит у истоков такого значительного эстетического и концептуального направления в мировой культуре, как «синема верите» (cinéma vérité). Термин представляет собой дословный перевод на французский язык названия известной серии советских документальных фильмов «Киноправда» (1922—1924), выпущенных объединением КИНОКИ во главе с Дзигой Вертовым. Во Франции термин «синема верите» впервые введён социологом и теоретиком кино Эдгаром Мореном. Характерными чертами, определяющими стиль «синема верите», как правило, считают съёмку ручной камерой (без использования штатива), свободный монтаж, нарушающий нередко базовые принципы «комфортных стыков», применение методов наблюдения, невмешательства (документалиста) в жизнь героя, импровизационный метод (игровое кино) и т. д.
Влияние Жана Руша на кинематограф «Новой волны» отнюдь не исчерпывается формальными (стилистическими) аспектами. Его программный документальный фильм «Хроника одного лета» (1961, совместно с Эдгаром Мореном, приз ФИПРЕССИ на Каннском кинофестивале) стоит в одном ряду со знаменитыми режиссёрскими игровыми дебютами «банды четырёх»: «Хиросима, любовь моя» (1958) Алена Рене, «На последнем дыхании» (1959) Жана-Люка Годара, «Четыреста ударов» (1959) Франсуа Трюффо, «Красавчик Серж» (1958) Клода Шаброля и др.. В этой картине Рушу удалось объединить методы этнографического фильма (визуальной антропологии) и документальной публицистики, создав фильм-манифест, в котором он развернул широкую критику культурной системы Франции и западной цивилизации в целом. В дальнейшем кинематографист включает в область своего внимания также и игровой кинематограф.
Руш считается основателем национального кинематографа Нигера, народ и культуру которого он высоко ценил, как и африканскую культуру в целом. В своем творчестве он неоднократно обращался к проблеме диалога культур: как в документальных («Я — негр», 1959, «Хроника одного лета», 1960), так и игровых («Мало-помалу», 1970) фильмах, поэтому не случайно имя режиссёра нередко упоминается в связи с актуальным сегодня «экологическим кинематографом».

## Избранная фильмография
- 1955 — Безумные учителя
- 1958 — Я — негр
- 1960 — Хроника одного лета
- 1965 — Париж глазами… (новелла «Северный вокзал»)
- 1970 — Мало-помалу

## Документальные фильмы
- 2017 — Жан Руш в Африке. Друг с кинокамерой / Jean Rouch en Afrique, l’homme à la caméra de contact (реж. Идрисс Диабате / Idriss Diabaté)